# Elecciones municipales de 2019 en Bembibre
Las elecciones municipales de 2019 se han celebrado en Bembibre el domingo 26 de mayo, de acuerdo con el Real Decreto de convocatoria de elecciones locales en España dispuesto el 1 de abril de 2019 y publicado en el Boletín Oficial del Estado el 2 de abril. En estas elecciones se han asignado los 13 concejales que forman el pleno del Ayuntamiento de Bembibre, a través de un sistema proporcional (método d'Hondt), con listas cerradas y un umbral electoral del 5 %.

## Resultados electorales
La candidatura del PSOE, encabezada por Silvia Marco Cao Fornís, ganó las elecciones con mayoría absoluta tras lograr 13 escaños en el consistorio. La segunda candidatura en votos, la del Partido Popular, encabezada por el anterior alcalde, Manuel Otero Morayo obtuvo 3 concejales (4 menos que en 2015). La candidatura de Ciudadanos-Partido de la Ciudadanía irrumpió en el consistorio con 2 concejales, y el partido político de tendencia bercianista, Coalición por El Bierzo, mantuvo su escaño.
| Candidatura                   | Candidatura                              | Candidato                     | Votos | %                                       | Escaños                                 |
| ----------------------------- | ---------------------------------------- | ----------------------------- | ----- | --------------------------------------- | --------------------------------------- |
|                               | Partido Socialista Obrero Español (PSOE) | Silvia Marco Cao Fornís       | 2290  | 46,36                                   | 7                                       |
|                               | Partido Popular (PP)                     | José Manuel Otero Morayo      | 1107  | 22,41                                   | 3                                       |
|                               | Ciudadanos (Cs)                          | Sigifredo Benavides Fernández | 771   | 15,61                                   | 2                                       |
|                               | Coalición por El Bierzo (C.EB)           | Jaime González Arias          | 336   | 6,80                                    | 1                                       |
| Unión del Pueblo Leonés (UPL) | Unión del Pueblo Leonés (UPL)            | Santiago Valcarcel Cuellas    | 235   | 4,76                                    | 0                                       |
| Izquierda Unida (IU)          | Izquierda Unida (IU)                     | Carlos Joao Vieira Ferreira   | 113   | 2,29                                    | 0                                       |
| Vox (Vox)                     | Vox (Vox)                                | Gomes Rabacal Nicolás         | 59    | 1,19                                    | 0                                       |
| Votos válidos                 | Votos válidos                            | Votos válidos                 | 4911  | 100,00                                  | 13                                      |
| Votos nulos                   | Votos nulos                              | Votos nulos                   | 56    | Participación: · \| \| 68,28 % \| 2,85% | Participación: · \| \| 68,28 % \| 2,85% |
| Votantes                      | Votantes                                 | Votantes                      | 4996  | Participación: · \| \| 68,28 % \| 2,85% | Participación: · \| \| 68,28 % \| 2,85% |
| Electores                     | Electores                                | Electores                     | 7317  | Participación: · \| \| 68,28 % \| 2,85% | Participación: · \| \| 68,28 % \| 2,85% |
|                               | 68,28 %                                  |                               |       |                                         |                                         |

## Concejales electos
| N.º | Nombre                        | Lista | Lista |
| --- | ----------------------------- | ----- | ----- |
| 1   | Silvia María Cao Fornis       |       | PSOE  |
| 2   | Gerardo Álvarez Courel        |       | PSOE  |
| 3   | José Manuel Otero Merayo      |       | PP    |
| 4   | Sigifredo Benavides Fernández |       | Cs    |
| 5   | María Belén Martín Díaz       |       | PSOE  |
| 6   | Jesús Esteban Fernández       |       | PSOE  |
| 7   | Elsa María García Vega        |       | PP    |
| 8   | Beatriz Arias Miguelez        |       | PSOE  |
| 9   | Serafín Vázquez De la Riva    |       | Cs    |
| 10  | Andrés Álvarez Fernández      |       | PSOE  |
| 11  | José Francisco Vega González  |       | PP    |
| 12  | Jaime González Arias          |       | C.EB  |
| 13  | Verónica Mendoça da Costa     |       | PSOE  |